# Corporate Europe Observatory
Das Corporate Europe Observatory (CEO) ist eine 1997 gegründete Nichtregierungsorganisation mit dem erklärten Ziel, den privilegierten Zugang und Einfluss auf die Politik der Europäischen Union offenzulegen und anzugreifen, den Unternehmen und Lobbygruppen nach Ansicht der Organisation genießen. Der Verein mit Sitz in Brüssel beschäftigt ein 14-köpfiges Team (Stand: März 2021). CEO ist bei den niederländischen Steuerbehörden als gemeinnützige Organisation anerkannt.

## Finanzierung
CEO hatte 2019 ein Einkommen von 806.686 €, davon fast 90 % Zuschüsse. Die größten Zuschüsse erhielt CEO von der Adessium Foundation (116.750 €), den Open Society Foundations (111.453 €), der Schöpflin Stiftung (94.800 €) und der Isvara Foundation (91.000 €).

## Aktivitäten
CEO organisiert "Lobby-Touren" durch Brüssel, bei denen Bürgern und Journalisten gezeigt wird, wo im Euro-Viertel Verbände und Konzerne residieren und welche Ziele sie verfolgen.